# Вищедубечанська сільська рада
Вищедубечанська сільська рада — колишній орган місцевого самоврядування у Вишгородському районі Київської області. Адміністративний центр — село Вища Дубечня.

## Загальні відомості
Вищедубечанська сільська рада утворена в 1919 році.
Територією ради протікає річка Десна.

## Населені пункти
Сільській раді були підпорядковані населені пункти:
- с. Вища Дубечня

## Склад ради
Рада складалася з 16 депутатів та голови.

### Керівний склад попередніх скликань
| ПІБ                        | Основні відомості                                                         | Дата обрання | Дата звільнення |
| -------------------------- | ------------------------------------------------------------------------- | ------------ | --------------- |
| Дума Лідія Андріївна       | Сільський голова, 1959 року народження, позапартійна                      | 26.03.2006   | 31.10.2010      |
| Березинець Галина Іванівна | Сільський голова, 1966 року народження, освіта вища, член Партії регіонів | 31.10.2010   |                 |

Примітка: таблиця складена за даними джерела